# 玉歷寶鈔
《玉曆寶鈔》，又作《玉歷寶鈔》，简称《玉曆》，著名中國民間宗教善書。据说是生活在宋朝時期的道教道士淡痴道人所著的，最流行的版本是清朝时据宋本增广，其內容對中國民間宗教神話中的地獄、因果報應相關觀念產生了頗大影響。

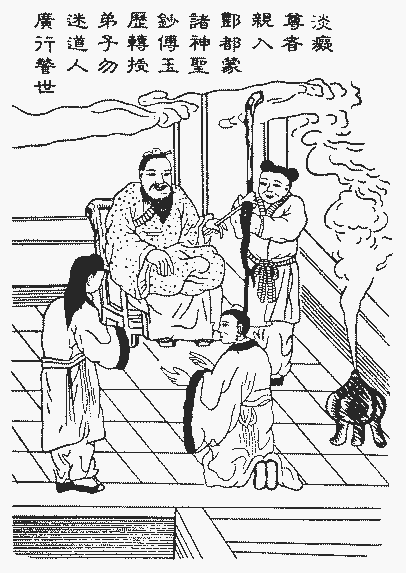
玉歷寶鈔圖像之一

## 作者的身份
上百年來都有人怀疑该书为伪托，但生活在清朝時期的學者李宗敏聲稱，淡痴道人为辽国人，该书成与辽圣宗太平十年庚午（1030年），宋神宗熙宁元年戊申（1068年）由淡痴道人传给弟子勿迷道人并在宋哲宗绍圣五年（1098年）刊行。然而，南台科技大學通識教育中心助理教授王見川在其所寫的文章中對這一説法提出質疑，他聲稱《玉歷鈔傳警世》很有可能是李宗敏自己在乾隆甲寅年（乾隆五十九年，即公元1794年）所撰寫的。

## 內容
此書混雜三教思想，主要是宣传閻羅十殿為執行因果報應而明定「阴律」，對死者大大小小的善惡作分工別類的賞罰，並且詳列各罪會於何處地獄實施肉刑，例如放火焚燒房屋、毀人家財、害人性命者會在第九殿受刑；在衣裙上繡上龍鳳圖會入第六殿受刑，假如有知道過錯，誠心懺悔，永不再犯，力行向善的人，准予從寬量罪、減少刑罰；或功過相抵，免予罪行。

## 流傳
李宗敏曾經聲稱自己於乾隆辛巳（1737年）看見宋版舊本，並且引用道釋經典，竭力論證其為宋代傳本。據該書所載，此書於乾隆甲寅（1794年）、嘉靖庚午（1810年）、嘉靖二十年（1816年）、道光甲辰年（1844年）、咸豐乙卯（1855年）、光緒三年（1877年）、光緒十六年（1890年）等均有刊本，可見本書流傳之廣、影響之遠。《藏外道書》將光緒十六年刊本編入第十二冊的戒律善書類。
然而，王見川聲稱《玉歷鈔傳警世》從宋朝時期至明朝時期都不曾被提及，包括《說鈴》、《吳下諺解》及《諧鐸》在內的專門講解冥府的情況的作品都沒有提及《玉歷鈔傳警世》。
《玉歷鈔傳警世》在清朝時期被改編為《閻王經》，《玉歷鈔傳警世》也有不少翻刻本流傳於世，包括《玉歷鈔傳》、《玉歷至寶鈔》、《玉歷寶鈔》及《玉歷寶鈔勸世文》。

## 外部連結
- 德修堂《玉歷寶鈔》 （页面存档备份，存于） 此版本將罕用字以圖片方式顯示，並標注讀音，完整度高。